# Oederemia marmorata
Oederemia marmorata är en fjärilsart som beskrevs av W. Warren 1916. Oederemia marmorata ingår i släktet Oederemia och familjen nattflyn. Inga underarter finns listade i Catalogue of Life.